# Dalewo (powiat drawski)
Dalewo (niem. Dalow) – wieś w Polsce położona w województwie zachodniopomorskim, w powiecie drawskim, w gminie Drawsko Pomorskie.
W latach 1954–1957 wieś należała i była siedzibą władz gromady Dalewo, po jej zniesieniu w gromadzie Drawsko Pomorskie. W latach 1975–1998 miejscowość administracyjnie należała do województwa koszalińskiego. W roku 2007 wieś liczyła 129 mieszkańców.

## Geografia
Wieś leży ok. 3,5 km na wschód od Drawska Pomorskiego, w pobliżu rzeki Drawy, 1,9 km na północ od drogi krajowej nr 20 ze Stargardu do Gdyni.

## Zabytki
Do wojewódzkiego rejestru zabytków wpisane są:
- kościół ewangelicki, obecnie pw. św. Stanisława Kostki, szachulcowy z końca XVIII wieku, filialny, rzymskokatolicki należący do parafii pw. Chrystusa Króla w Suliszewie, dekanatu Drawsko Pomorskie, diecezji koszalińsko-kołobrzeskiej, metropolii szczecińsko-kamieńskiej
- park pałacowy z XIX wieku, pozostałość po pałacu.